# Mr.BONES
Mr.BONES（ミスター・ボーンズ）は、セガが1996年9月30日にセガサターン用に開発・発売したガイコツが主人公のアクションゲームである。アメリカのセガであるセガソフト（ CSK International Headquartersとセガ・オブ・アメリカの合併）のEd Annunziataがプロデュースし、Zono Incorporatedが開発した。海外ではセガとAngelsoft Studiosの共同で発売された。日本では1997年6月27日にコンビニ限定で発売された。ディスクは2枚組みだった。

## 概要
架空の19世紀のアメリカ南部の農村の地方世界が舞台で、ドラムを武器に世界を暗黒の闇にし、世の破滅を企む吸血鬼ダ・ゴーリアンが邪悪な軍団を復活するため、墓地から死者を蘇らせ、邪悪な赤い光の目を持つガイコツ化して死者達が復活した。そんな中、唯一青い光の目を持つ者がいた。かつて生きていた頃、ブルースロックのミュージシャンだった主人公のミスター・ボーンズ。ミスター・ボーンズがダ・ゴーリアンの野望を阻止しようとするストーリー内容である。全22ステージからなり、基本は横スクロールアクションだがギター演奏を披露するライブステージがあったり、ジョークで笑わせたりするステージなど、様々なミニゲーム的な要素が入ったアクションゲームとなっている。オープニングやゲーム間のCGムービー他、ゲームグラフィックはセガサターンのゲームとしては綺麗な方だった。
ジョークで敵と対決し敵を笑わせる『FUNNY BONES』のステージでは日本版では日本語吹き替えされ、アメリカンジョークの内容の海外版とは、笑わし方などが異なるものとなっている。
主人公のミスター・ボーンズはブルースマンだったと言う設定なので、ブルースを特徴した、このゲームのBGMの音楽は、ゲーム音楽のプロデューサー、ジム・ヘッジスが担当しているが、モントローズのギターリスト、ロニー・モントローズがゲームの音楽面などを全面的にバックアップし、協力した。「ゲームそのもので１対１のサウンドトラックCDが売っているのはそれが、初めてだ」とモントローズのギタープレイヤーのグレゴリー・イソラに語っている。また本人もゲームで丸太小屋でミスター・ボーンズにギターの弾き方を教えギターを与える盲人役としてゲームにカメオ出演している。またセガサターン機能のサウンド再生機能で、ゲーム中のBGMが聴けるが、ロニー・モントローズ本人のメッセージの声も入っており、ミスター・ボーンズに関するロニー・モントローズのメッセージが聴ける。ミスター・ボーンズのサウンドトラックCDも発売されている。そして盲目のブルースマン、ポール・ペナもゲームの曲に協力しており、『GLASS SHARDS』のステージの曲は、ポール・ペナがスピーチのナレーションによる声を担当し、ロニー・モントローズがエレキギターを担当して、一緒にリミックスして作った曲である。
ミスターボーンズの声はF・ヒューストンが演じ、ダ・ゴーリアンは俳優のブライアン・ヴォーグラスが演じた。